# 岡田健太郎
岡田 健太郎（おかだ けんたろう、1997年6月16日-  ）は、中京テレビ放送 (CTV) のアナウンサー。

## 来歴・人物
岡山県岡山市出身。香川大学法学部卒業後2020年に入社。
2022年4月、第43回NNSアナウンス大賞で最優秀新人賞を受賞した。

## 出演
現在の担当番組
- ZIP!CHUKYO（2024年4月2日 - 9月25日）- 火・水曜サブキャスター
- キャッチ!
  - 水・金曜中継リポーター（2021年4月2日 - 2022年3月25日）
  - 月曜サブキャスター（2023年10月2日 - 2024年3月25日）
- あさドレ♪（2024年10月1日 - ）- 火 - 木曜ニュース・スポーツキャスター
- ぐっと（ナレーション、ロケ）
- NNN各ニュース（ローカル枠）